# 皮克敏4
《皮克敏4》是一款由任天堂企劃製作本部開發並由任天堂发行在任天堂Switch平台的即时战略游戏。遊戲於2023年7月21日發售，支援繁簡中文。这是皮克敏系列的第4部主要作品，也是全系列第五部遊戲。

## 遊玩方法
本作的劇情與《皮克敏2》一樣分為兩個部分。第一部分描述身為救援隊新手隊員的主角，前往皮克敏們所在的星球，與救援犬歐慶以及當地生物皮克敏一起合作，拯救同樣在此地發生雙重遇難的其他隊員，並解救導致此次事件的歐利瑪隊長。第二部分則是拯救因各種目的來到這個星球的所有一般遭難者，以及找出讓尾巴長出葉子的歐慶恢復的方法。
皮克敏是有點像植物的不可思議生物，可跟隨主角並依照指示搬運物品或與原生生物戰鬥。皮克敏具有各式各樣的種類，例如紅色皮克敏對火的抵抗力很強，藍色皮克敏在水中也不會溺水。每種皮克敏都有所擅長的事情，活用它們的優勢來發出指示非常重要。玩家須在以天為單位的時間內擴大搜索範圍，有效率地規劃管理皮克敏們的工作，把事情一一完成。
在本作中除了主角本身及皮克敏外，還可以操作菜鳥搜救犬歐慶。歐慶除了能搬運物品、與原生生物戰鬥、追蹤味道外，也能讓主角與皮克敏們搭乘牠的背部一同移動。透過接受隊長雪帕朵的訓練，歐慶的技能還可以進一步升級。遊戲中也加入了全新的冰凍皮克敏：冰凍皮克敏能將水面凍結成可通過的地形。
此外，玩家可以自由自訂主角的外觀（如膚色、髮型、表情、體型等）與名稱。
本作的故事模式也支援雙人遊玩，其中一位玩家可以進行「支援射擊」，幫助主角瞄準敵人並投擲物品。過去的遊玩模式以俯視視角進行，但本作中新增了能以更接近地面的視角與皮克敏們一同探索的方式。

## 反響
截止至2024年3月底，本作在全球銷售348萬份，當中日本銷量超過187萬，成為皮克敏系列銷量最高的遊戲。